# جزایر ملکه الیزابت

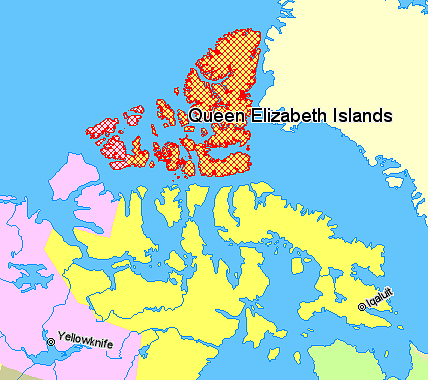
جزایر ملکه الیزابت، شمال کانادا

جزایر ملکه الیزابت (فرانسوی:Îles de la Reine-Élisabeth، که قبلاً جزایر پری یا مجمع الجزایر پری خوانده می‌شد) خوشه شمالی مجمع‌الجزایر شمالگانی است که بین نوناووت و مناطق شمال غربی در شمال کانادا تقسیم شده است.یا همان جزایر ملکه